# Phaneroptera trigonia
Phaneroptera trigonia är en insektsart som beskrevs av David R. Ragge 1957. Phaneroptera trigonia ingår i släktet Phaneroptera och familjen vårtbitare. Inga underarter finns listade i Catalogue of Life.